# Pleurocatena foliicola
Pleurocatena foliicola är en svampart som beskrevs av Aramb. & Gamundí 2007. Pleurocatena foliicola ingår i släktet Pleurocatena och familjen Pyxidiophoraceae.   Inga underarter finns listade i Catalogue of Life.